# ジャラントン市
ジャラントン市（ジャラントンし、モンゴル語: Жалан aйл хот、ᠵᠠᠯᠠᠨ
ᠠᠢ᠌ᠯ
ᠬᠣᠲᠠ）は、中華人民共和国内モンゴル自治区フルンボイル市に位置する県級市。
ジャラントン市東北部、大興安嶺の東南麓に位置する。
自然風景が美しく「塞外蘇杭」と称される。
元の名を「漁猟」という意味のブトハ（布特哈）という。清の康熙年間にブトハ総管衙門が置かれた。1929年に付近のヤル川（雅魯河）から名を採って雅魯県となった。1933年ブトハ旗を開設しジャラントンに駐在させる。1983年撤旗設市でジャラントン市となり、現在はフルンボイル市の管轄下である。
市内には中国国鉄の浜洲線が通っており、経済は観光と農業、牧畜、林業で主に賄われている。
農業では小麦、大豆、トウモロコシ等作物の栽培と牛、羊、馬の牧養等が盛んである。
工業は主に製紙、製糖、毛糸など。
平均気温2℃、平均降水量約480mm。

## 行政区画
7街道、8鎮、1郷、3民族郷を管轄：
- 街道弁事処：興華街道、正陽街道、繁栄街道、向陽街道、高台子街道、鉄東街道、河西街道
- 鎮：磨菇気鎮、臥牛河鎮、チンギス・ハン鎮（成吉思汗鎮）、大河湾鎮、浩饒山鎮、柴河鎮、中和鎮、哈多河鎮
- 郷：窪堤郷
- 民族郷：ダウール民族郷、オロチョン民族郷、薩馬街エヴェンキ民族郷

## 文化と観光
ジャラントン市北西部は大興安嶺の原生林で、森林、草原、渓流、山谷の風景は著名で「塞外蘇杭」と言われる。その主な風景の秀水とは雅魯河が大興安嶺を出た後に形成された扇状地であり、その間には小島がびっしりと広がり、島の上には森林が鬱蒼と茂り、花が咲き乱れる景勝の避暑地である。さらにジャラントン市区北部には絶景の吊り橋があって周辺の美しい自然風景を眺めることができる。
南西部の柴河鎮には火山と高山湖の天池が多くあり、南端のチチハル市との境界線付近には金王朝の金の界壕の遺跡がある。2002年に国家重点風景名勝区の「ジャラントン風景名勝区」に認定された。

## 交通

### 航空
- ジャラントンチンギスカン空港（中国語版）

### 鉄道
- 中国鉄路総公司
  - 浜洲線

（満洲里方面）- 南木駅 - 哈拉蘇駅 - 三道橋駅 - 臥牛河駅 - 扎蘭屯駅 - 高台子駅 - 古里金駅 - 成吉思汗駅 -（ハルビン方面）

### 道路
- 高速道路
  - 集阿高速道路
- 国道
  - G111国道